# 1742 în literatură
Anul 1742 în literatură a implicat o serie de evenimente și cărți noi semnificative.  

## Cărți noi
- Claude Prosper Jolyot de Crébillon - Le Sopha, conte moral
- Henry Fielding - Joseph Andrews
- Eliza Haywood - The Virtuous Villager
- Charles Jervas -  traducere în engleză a Don Quijote

## Eseuri
- Réflexions sur la poétique de Bernard le Bovier de Fontenelle